# Hygrobia maculata
Hygrobia maculata is een keversoort uit de familie Pelobiidae. De wetenschappelijke naam van de soort is voor het eerst geldig gepubliceerd in 1981 door Britton.